# Styphelia pancheri
 (mars 2025).
Espèce
Classification phylogénétique
Styphelia pancheri est une espèce de plantes à fleurs de la famille des Epacridaceae selon la classification classique, ou de celle des Ericaceae selon la classification phylogénétique. C'est une plante arbustive endémique de la Nouvelle-Calédonie.

## Description

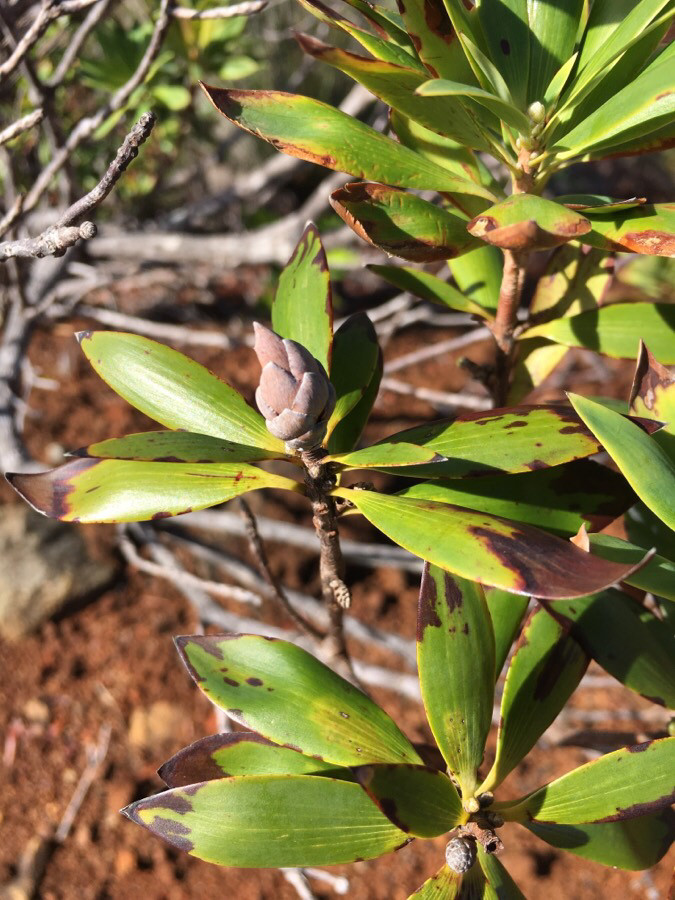
Bourgeon foliaire.

### Aspect général
L'espèce se présente comme un arbuste pouvant atteindre 8 mètres. Son écorce est blanchâtre ou gris argenté.

### Feuilles
Les feuilles sont courtement pétiolées, lancéolées, très aiguës au sommet puis arrondies, longuement atténuées à la base. Les jeunes feuilles sont rouges. Les nervures sont fines et très nombreuses.

### Fleurs
Les fleurs sont petites, blanches ou rosées.

### Fruits
Les fruits sont des drupes de petite taille, globuleuses ou ellipsoïdes, peu charnues, jaune ambré à rouge orangé à maturité.

## Répartition
Cette espèce se rencontre communément sur la Grande Terre, surtout dans le Sud (y compris l'Ile Ouen), dans le Centre et la côte ouest. Elle se trouve en forêt dense humide et en maquis minier.

## Synonymes
- Styphelia salicifolia (Brongn. & Gris) Sleumer
- Leucopogon salicifolius Brongn. & Gris